# CD70
CD70, также лиганд CD27LG, или TNFSF7 (англ. Tumor necrosis factor ligand superfamily member 7) — цитокин семейства факторов некроза опухоли, в основном, локализующийся на активированных T- и B-лимфоцитах. Лиганд рецептора CD27, участвующего в долговременном выживании активированных T-лимфоцитов. Продукт гена человека CD70. 

## Функции
Цитокин CD70 входит в многочисленное семейство факторов некроза опухоли (ФНО/TNF). Связывается с рецептором CD27. Играет роль в активации T-лимфоцитов. Индуцирует пролиферацию ко-стимулированных T-клеток и образование цитолитических T-лимфоцитов.

## Структура
Белок состоит из 193 аминокислот, молекулярная масса — 21,1 кДа. Содержит 2 участка N-гликозолирования и одну внутримолекулярную дисульфидную связь. В результате альтернативного сплайсинга образуется 2 изоформы.
Является гомотримером.

## Клиническое значение
Белок экспрессирован на активированных лимфоцитах, таких как клетки лимфомы. Предполагается, что антитела против CD70 могут быть возможными терапевтическими агентами при CD70-положительных лимфомах, т.к. на нормальных лимфоцитах экспрессия этого белка незначительна.